# Slag bij Shirojiritoge
De Slag bij Odaihara was een slag tijdens de Japanse Sengoku-periode. De slag vond plaats in 1548 en was een van de stappen van Takeda Shingen om zijn macht in de provincie Shinano te vergroten. Dit was de eerste slag van Shingen na zijn eerste nederlaag ooit in de Slag bij Uedahara.
Shingen lanceerde een verrassingsaanval op het kamp van Ogasawara Nagatoki, met een kleine groep cavalerie. Ze naderden 's nachts en vielen aan in de ochtend. Shingen wist zijn tegenstanders volledig te verrassen en trof een onvoorbereid kamp aan. De troepen van Ogasawara moesten nog hun wapens en harnassen grijpen toen Shingen aanviel. De aanval was succesvol en Shingen won de slag.
Deze slag is een voorbeeld van het tactische inzicht en de expertise van Takeda Shingen en zijn optimale gebruik van cavalerie.